# Riksdagen 1614
Riksdagen år 1614 hölls i Örebro 1614.
Nu antogs Sveriges första rättsordning. Räfste- och rättartingen avskaffades. Man bestämde om ett "översta parlament" som senare skulle komma att bli Svea hovrätt.
Även beviljades medel till kriget mot Ryssland, och även mot Polen, om så skulle behövas och Sigismund skulle visa sig omedgörlig.